# Kabinett Thil
Das Kabinett Thil bildete von 1829 bis 1848 die von Großherzog Ludwig I. und seinem Nachfolger Ludwig II. berufene Landesregierung des Großherzogtums Hessen. Die reaktionäre Politik des dirigierenden Staatsministers Karl du Thil wurde auch kritisch als das „du Thil’sche System“ bezeichnet. 
| Amt                                                                                 | Name                                                                                                   |
| ----------------------------------------------------------------------------------- | --- |
| Dirigierender Staatsminister, Inneres und Justiz, Äußeres und Großherzogliches Haus | Karl du Thil                                                                                           |
| Finanzen                                                                            | August Konrad Hofmann, 1829 – 1841 Karl Wilhelm von Kopp, 1841 – 1844 Carl Wilhelm Zimmermann, ab 1844 |

Das Kriegsministerium war organisatorisch getrennt vom Gesamtministerium direkt dem Großherzog unterstellt. 
| Amt   | Name                                                                         |
| ----- | ---------------------------------------------------------------------------- |
| Krieg | Georg von Falck, 1829 – 1836 Friedrich Karl Christian von Steinling, ab 1836 |